# Awamiríes
Los awamiríes, o clan Awámir (en árabe, العوامر al-'Awāmir, en singular العامري al-'Āmirī) es una tribu árabe beduina de los Emiratos Árabes Unidos y Omán. Son tradicionalmente guerreros, ferozmente independientes. Se dedicaron a la cría de camellos, aunque en ocasiones asaltaban y atacaban a los granjeros, antes de establecerse en la década de 1960.

## Historia
Los awamiríes recorrieron toda la península de Omán, desde Mascate y Nizwa hasta Abu Dhabi y Liwa. Los Awamir en el área de Abu Dhabi fueron considerados afiliados a los Bani Yas y con frecuencia los apoyaron en conflictos. Una gran tribu, los Awamir se originaron en las estepas al norte del Hadhramut, estableciéndose en el norte en un proceso de migración que tuvo lugar durante 500 años. Una subsección de la tribu, 'Afar, estaba vinculada a Dhafrah. Unos 4.000 Awamir se establecieron fuera de Omán propiamente dicho a principios del siglo XX y de toda la tribu, contados en ese momento como 10.000 fuertes, unos 3.500 eran beduinos nómadas.
J. G. Lorimer caracterizó a los awamiríes como «reputado valiente y guerrero pero astuto, traicionero y depredador; se dice que saquean indiscriminadamente a todos los que encuentran ...".

## Bani Yas Afiliación
En 1848, el jeque Saeed bin Tahnun Al Nahyan fue impulsado a la acción contra los wahabíes acampados en Buraimi, capturando sus dos fuertes con la ayuda de los awamiríes. La tribu Awámir formó parte de la fuerza de la confederación tribal que luego reunió y usó para despejar el oasis y bloquear un ejército de alivio bajo Sa'ad bin Mutlaq. Para 1850, la gran asociación tribal de Saeed había despejado a Buraimi Oasis de las fuerzas de Wahhabi. Posteriormente aceptó un estipendio del Sultán de Omán para la defensa de Buraimi.
Los awamiríes apoyaron al sucesor de Saeed, el jeque Zayed bin Khalifa Al Nahyan, en su guerra extendida con Catar en la década de 1880, una serie de conflictos que aseguraron la frontera occidental de Abu Dhabi.  En la década de 1920, los awamiríes fueron centrales en una serie de conflictos entre las tribus alrededor de Buraimi y la ciudad de Abu Dhabi, luchando con los manasiritas, duruitas y qitabíes.

## Asalto
En la década de 1930, el declive de las perlas en la costa de la Tregua había llevado a una recesión general y los asaltos awamiríes crecieron a medida que disminuyó la demanda de sus camellos y servicios a medida que los conductores caían. Las redadas en Dubái fueron parte de los disturbios generales (en tiempos de depresión y pobreza) que la gente sentía contra su gobernante, Sheikh Saeed bin Maktoum bin Hasher Al Maktoum, que condujo al movimiento Majlis. Solo en 1931, varios de estos incidentes incluyeron redadas en trenes de camellos, asentamientos y arboledas de dátiles y, en al menos un caso, puro vandalismo en represalia contra el castigo de un gobernante: cortaron 20 palmeras inmaduras en Umm Al Quwain después de un brote de saqueo. Esta incursión condujo a un conflicto abierto entre las tribus y Abu Dhabi se vio obligado a rendir cuentas en nombre de sus súbditos rebeldes, ya que las incursiones condujeron a una guerra abierta y sangrienta entre las tribus. Por primera vez, los británicos se vieron obligados a intervenir en asuntos del interior y negociar un acuerdo entre Abu Dhabi y Dubái sobre su frontera y los términos de una paz entre las tribus.
Los awamiríes llevaban mucho tiempo en conflicto con los duruitas y en la década de 1940, el conflicto en curso llevó al jefe awamirí beduino, Salim bin Hamad bin Rakkad, a llevar a su pueblo a Al Hasa en 1943. Regresaron en 1948, pero en posteriores los años se volvieron constantemente a Al Hasa. La mayor parte de la tribu permaneció en Buraimi y solicitó protección a Al Bu Falah. Uno de los primeros actos del jeque Zayed bin Sultán Al Nahayan cuando fue nombrado wali de Al Ain fue llamar a Salim bin Mussalam bin Hamm y nombrarlo como jefe awamirí beduino. La parte de la tribu que se había mudado al sur bajo Salim bin Hamad se convirtió en ciudadanos sauditas y este cisma dentro del Awamir fue luego parte de los argumentos territoriales presentados en la Disputa de Buraimi.

## Asentamientos
En la década de 1950, unas 50 familias awamiríes habían adquirido plantaciones de datileros en Buraimi, pero pocas se establecieron en Liwa. Firmemente nómadas y centrados en la cría y el pastoreo de camellos, los awamiríes no tenía ningún interés en el cultivo de perlas más allá del trabajo casual en los barcos, y seguían siendo esencialmente nómada.
Para 1968, unos 1.721 miembros de la tribu Awamir fueron identificados en un censo, muchos de los cuales habían sido contratados para empleos en compañías petroleras.